# Pravoslavna Crkva
Pravoslavna crkva je druga po brojnosti kršćanska zajednica, koja prema procjenama ima između 225 i 300 milijuna sljedbenika. Bila je dio Katoličke Crkve sve do crkvenog raskola (Velike shizme) 1054. godine. Od tada je bila glavna državna crkva Bizantskog Carstva sve do njegova pada 1453. godine. Danas ima važnu ulogu u istočnoeuropskim (slavenskim), bliskoistočnim i nekim afričkim kulturama. Na čelu jedne pravoslavne crkve je patrijarh. 
Smatra se "Jedinom, svetom, čestitom i apostolskom crkvom" čija je glava Isus Krist. Temelj crkvene organizacije jest liturgija kroz koju se izražava međusobno jedinstvo svih mjesnih crkava (autokefalnih i autonomnih).

## Ustroj
Pravoslavna je crkva zajednica 15 pomjesnih autokefalnih crkava i 4 autonomne crkve koje objedinjuju više biskupija šireg područja i u međusobnom su liturgijskom, dogmatskom i kanonskom jedinstvu. Današnji lokalni poredak nastao je iz ranokršćanskog crkvenog reda Pentarhija (pet drevnih patrijaršija: Jeruzalemska, Antiohijska, Carigradska, Aleksandrijska i Rimska).
Crkveno uređenje počinje od biskupije kao liturgijske zajednice jednog mjesta preko mjesnih vijeća biskupa do crkvenih sabora. Crkvom upravljaju Sveto pismo i Sveta tradicija, pravila sabora i pravila svetih apostola, mjesna vijeća i sveti oci te ustav mjesnih crkava.
Na čelu svih pravoslavnih crkava svijeta, slično rimskom papi koji je poglavar svih katoličkih zajednica, nalazi se Ekumenski patrijarh sa sjedištem u Konstantinopolu (Istanbulu). On je samo Primus inter pares (Prvi među jednakima) i ni približno nema snage, moći i autoriteta nasljednika svetog Petra - pape. On je, prije svega, moralni autoritet, a njegova je glavna funkcija da bude glasnogovornik Pravoslavlja u suradnji s drugim kršćanskim zajednicma i drugim religijama. Također, on saziva veliki ekumenski koncil pravoslavne crkve i predsjedava njime. Njegova, Konstantinopolska patrijaršija, zvana još i Majkom svih crkava, prva je u hijerarhiji pravoslavnih crkava, ima ukupno oko tri milijuna vjernika u Turskoj, Grčkoj, Americi, Australiji i još nekim europskim zemljama.
Ekumenski sabor, skup svih poglavara priznatih pravoslavnih crkava, jedini je mjerodavan u odobravanju autokefalnosti nekoj crkvi i, u prosjeku, sastaje se svakih stotinjak godina.
Pravoslavna crkva nije pravna cjelina kao što je Katolička crkva niti postoje crkveni entiteti, poput Svete Stolice i Rimske kurije, na čelu s jednim vrhovnim vladarom (papom). Pravoslavna crkva kao kanonska zajednica mjesnih autokefalnih crkava nema crkvenoga ustava, biskupskog sabora, svete sinode, crkvenog suda ili poglavarstva, ali sve takve crkvene vlasti postoje na lokalnoj razini. 
Među mjesnim crkvama na prva četiri mjesta nalaze se drevni patrijarhiji (Konstantinopol, Aleksandrija, Antiohija i Jeruzalem), a najbrojnija je Ruska pravoslavna crkva.
Raspored pravoslavne crkve u biskupijskom, mjesnom i crkvenom planu hijerarhijski je (svećenički). Osnovna je liturgijska zajednica biskupija koju vodi episkop. Crkveno jedinstvo dodatno se potvrđuje na lokalnoj razini gdje se nekoliko mjesnih crkava (biskupija) ujedini u mjesni biskupski sabor ili mjesnu crkvu. Svoje međusobno jedinstvo mjesne crkve dalje svjedoče kroz vaseljenske sabore, a posljednji takav bio je Drugi nicejski sabor 787.

## Pravoslavlje
Pravoslavna crkva smatra se nasljednikom i čuvarom rane kršćanske Crkve. Prema pravoslavnom mišljenju, Asirci i istočnjaci napustili su pravoslavnu crkvu u godinama nakon Trećeg ekumenskog sabora u Efesu 431. godine i Četvrtog ekumenskog sabora u Kalcedonu 451. godine. 

### Konstantinopolska Patrijaršija
Bizantion je u početku bio episkopija podčinjena prijestolju Herakleje, u Trakiji, ali čim je, zahvaljujući caru Konstantinu (306. – 337.), postao prijestolnica carstva, to jest drugi Rim, stekao je važan crkveni i politički značaj. Jurisdikciju konstantinopolskog patrijarha odredili su ekumenski sabori Konstantinopolski (381.), Trećim kanonom daje mu prvenstvo časti poslije Rima, i Kalcedonski (451.), Dvadeset osmim kanonom dodaje mu eparhije Trakije, Male Azije i Ponta. U 11. stoljeću pod njegovom jurisdikcijom nalazili su se ne samo Grci Bizantskog Carstva nego i kršćani sjeverne Afrike, južne Italije i Sicilije, Male Azije, Balkanskog poluotoka, Rusije i rumunjskih zemalja. U to vrijeme je Ekumenska Patrijaršija imala 600 episkopskih tronova. Latinski Križari osvojili su Konstantinopol 1204. godine, poslije čega je Patrijarh premjestio svoje sjedište u Niceju, gdje je ostao u izgnanstvu sve do 1272. godine. Zatim je Konstantinopol pao pod Osmanlije 1453. godine. Taj događaj je utjecao da se znatno svede crkvena važnost Ekumenske Patrijaršije. Isto tako i formiranjem mjesnih autokefalnih Crkava, na kraju 19. stoljeća njena se jurisdikcija sužava. Godine 1928. četrdeset i devet episkopija bilo je predano Grčkoj Crkvi. Pod sadašnju njenu jurisdikciju ulaze Grci vjernici u Istanbulu, eparhije u Turskoj, nekoliko dodekaniskih eparhija, kao i Sveta Gora.

### Aleksandrijska Patrijaršija
To je najstarija patrijaršijska prijestolnica i spominje je Prvi Ekumenski Sabor. Patrijarh, koji sebe smatra nasljednikom evanđelista Marka i nosi naslov papa i patrijarh Aleksandrije i Afrike, u samom početku, po časti je zauzimao drugo mjesto nakon Rimskog biskupa. Zbog monofizitskog spora 457. godine, Aleksandrijska Crkva se dijeli na dvije grupe: jednu koja je prihvatila kristološko kalcedonsko učenje (451.) i vlast bizantskog cara (melkiti) i drugu koja je odbacila Kalcedon i postala Koptska Egipatska Crkva (monofiziti). Aleksandrijski patrijarh potječe od melkita iz Egipta. Isprva je Aleksandrijska Crkva upotrebljavala koptski (aleksandrijski) obred, a između 11. i 13. stoljeća prešla je na bizantski obred jer su i vjernici i svećenici bili grčkog podrijetla. Sadašnja jurisdikcija Aleksandrijske Patrijaršije pruža se na Egipat, Sudan, Tunis, Kongo, Keniju, Kamerun i Južnu Afriku, zemlje za koje su posvetili (rukopoložili) afričke episkope i svećenike. Patrijaršija ima sjedište u Aleksandriji (Egipat).

### Antiohijska Patrijaršija
Spominje je Drugi kanon Drugog Ekumenskog Sabora (381.). U 5. stoljeću, zbog monofizitske hereze, i ovdje se događa isti raskol kao i u Aleksandriji. Današnja Antiohijska Patrijaršija potječe od Sirijaca kalcedonaca (ili melkita). Upotrebljavala je antiohijski ili sirijski obred sve do 13. stoljeća, kada je od Konstantinopola preuzela bizantski obred. Godine 1366. sjedište patrijarha seli se iz Antiohije (danas grad u Turskoj) u Damask u Siriji. 1899. patrijarh je Arapin kao i većina klera i vjernika, a arapski je liturgijski jezik. Patrijaršija, sa sjedištem u Damasku, obuhvaća eparhije u Siriji, Libanu, Iraku, Sjedinjenim Američkim Državama, Australiji, Novom Zelandu, Brazilu i Argentini.

### Jeruzalemska Patrijaršija
Na Saboru u Kalcedonu (451.) episkop Juvenalije dobiva saglasnost da Jeruzalem bude autonomna patrijaršija. Zauzevši peto mjesto u poretku pentarhije, imala je jurisdikciju nad Palestinom i Sinajskim poluotokom. Zbog invazije Perzijanaca i Arapa u 7. stoljeću, a naročito zbog osnivanja latinskih država u 12. i 13. stoljeću, Jeruzalem je izgubio dosta svoga crkvenog značaja. Kasnije je došao pod utjecaj Carigradske Patrijaršije, a tek je u 19. stoljeću ponovno stekao drevnu autonomiju. Većina vjernika porijeklom su Arapi koji žive u Izraelu i Jordanu.

### Moskovska Patrijaršija i cijele Rusije
Obuhvaća pravoslavne crkve u nekadašnjem Sovjetskom Savezu, osim onih u Gruziji. Čuva se stari, neispravljeni (julijanski) kalendar, a u bogoslužju se upotrebljava crkvenoslavenski jezik. Godine 989. kijevski knez Vladimir nameće kršćanstvo narodu te tako kršćansko pravoslavlje postaje službena vjera njegove države. Knez Jaroslav (1019. – 1054.) stavlja Crkvu pod jurisdikciju konstantinopolskog patrijarha, koji je imenovao kijevskog mitropolita. Godine 1240. Kijev su osvojili Mongoli. Moskovski knez Dimitrije ustaje protiv Tatara 1380. godine, ali je tek Ivan III. Moskovski (1440. – 1505.), odmah poslije pada Konstantinopola (1453.), uspio osloboditi zemlju. Ivan III. je smatrao Moskvu trećim Rimom. Godine 1589. carigradski patrijarh Jeremija daje mitropolitu Ivanu titulu patrijarha Rusije. Patrijaršiju je ukinuo Petar Veliki (1721.) i zamijenio je Svetim Sinodom. Patrijaršija je ponovo uspostavljena tek poslije 1917. izborom patrijarha Tihona (+1925). Poslije izvjesnog interregnmuma (međuvlašća), 1943. godine izabran je za patrijarha mitropolit Sergije, koga je naslijedio patrijarh Aleksije (1945. – 1971.). Povijest Ruske Crkve poznaje velike crkvene i duhovne vođe, kao Sergija Radonješkog (1314. – 1391.), Dimitrija Rostovskog (1651. – 1709.), Tihona Zadonskog (1724. – 1783.), Serafima Sarovskog (1759. – 1833.), ali i velike raskolničke pokrete, kao raskoljnike, za vrijeme patrijarha Nikona (1652. – 1658.). Moskovska Patrijaršija dala je autonomiju Japanskoj i Kineskoj pravoslavnoj crkvi.

### Srpska Patrijaršija
Kršćanstvo na prostorima Balkana pojavljuje u prvim stoljećima nove ere. Osnivač Srpske Pravoslavne Crkve bio je Sveti Sava, sin velikog župana Stefana Nemanje (oko 1167. – 1196.). Budući da je bio monah na Svetoj Gori, Sveti Sava vraća se u zemlju 1204. godine, a imenovao ga je arhiepiskopom Srbije 1219. godine u Nikeji Ekumenski patrijarh Manojla I. Srpsku pravoslavnu crkvu uzdigao je na razinu patrijaršije kralj Stefan Uroš IV. Dušan 1346. godine, kako bi se mogao kruniti za cara. Poznate su u povijesti tri Srpske patrijaršije:
1. ona koju je proglasio car Dušan Silni 1346., a Turci su je ukinuli 1458. godine
2. Srpska Patrijaršija između 1557. i 1776. godine (sa sjedištem u Peći) prije nego što ju je Carigrad opet ukinuo
3. Patrijaršija obnovljena tek 1920. poslije osnivanja kraljevine Srba, Hrvata i Slovenaca sa sjedištem u Beogradu, iako je Srbija stekla nezavisnu državu još 1878. godine. U periodu Drugog svjetskog rata Srpska Crkva i njen patrijarh Gavrilo (1937. – 1950.), pretrpjeli su najveće gubitke i stradanja u cijeloj svojoj povjesti. Godine 1969. od Srpske Patrijaršije odvojila se samozvana Crkva Makedonije. Njen mitropolit ima sjedište u Skoplju i nosi titulu arhiepiskopa ohridskog. Kanonska pozicija ove Crkve nije priznata od pravoslavnih Crkava. Srpska Patrijaršija je dala autonomiju Arhiepiskopiji Ohridskoj 2002. godine.

### Gruzijska Patrijaršija (katolikosat)
Kršćanstvo je prodrlo u Gruziju još u 5. stoljeću zahvaljujući Svetoj Nini. Do 1053. godine, kad postaje autokefalna, Gruzijska Crkva bila je u tijesnoj vezi s Antiohijskom Patrijaršijom. Od 1817. pa do 1917. godine ovisila je o Moskovskoj Patrijaršiji i nije imala autonomiju. Godine 1918. ponovno postaje nezavisna, ali Ruska joj Crkva priznaje status autokefalne Patrijaršije tek 1944. godine. Sjedište je Patrijaršije u Tbilisiju. Crkva u bogoslužju upotrebljava gruzijski jezik. 3. ožujka 1990. godine Konstantinopolska Patrijaršija priznala je autokefalnost gruzijske Pravoslavne Crkve kao i patrijahalnu čast Katolikosata. Nakon stjecanja gruzijske nezavisnosti 1991. godine, gruzijska Pravoslavna Crkva stekla je punu afirmaciju.

### Rumunjska Patrijaršija
Kršćanstvo se ukorijenilo u Dakiji još početkom 2. stoljeća, kada su Rimljani okupirali regiju, istodobno s formiranjem rumunjskog naroda. Već 325. godine jedan gotski episkop prisustvuje Nicejskom Saboru. Arijanski svećenik Ulfila (oko 310. – 381.) prevodi Sveto Pismo na gotski jezik. U 15. stoljeću organiziraju se dvije velike metropolije, u Vlaškoj i u Moldaviji, a sve pod jurisdikcijom carigradskog patrijarha. Također, postojala je i metropolija za pravoslavne Rumunje u Transilvaniji koja je bila ukinuta tijekom Austro-Ugarske Monarhije. Poslije sjedinjenja rumunjskih zemalja 1859. godine, Rumunjska dobiva državnu nezavisnost 1877., a 1885. Rumunjska Crkva stječe autonomiju. Godine 1925. osniva se Rumunjska Patrijaršija, uzdizanjem bukureštanskog arhiepiskopa na stupanj patrijarha. Prvi patrijarh bio je Miron Kristea (1925. – 1939.). Liturgija i propovjedi vrše se na rumunjskom jeziku.

### Bugarska Patrijaršija
Bugare, ogranak južnih Slavena, pokrstili su bizantski misionari koje je poslao patrijarh Focije 865. godine. Car Boris (853. – 889.) primio je kršćanstvo kroz bizantski obred. Bugarska Patrijaršija osnovana je 1017. godine, za vrijeme cara Simeona, ali ukinuo ju je bizantski car Bazilije II (Bugaroubojica) 1019. godine. 
Godine 1186., zahvaljujući Svetom Savi, obnavlja se Patrijaršija s centrom u Trnovu, no nju su ukinuli otomanski Turci (1393.). Tijekom otomanske okupacije Crkva se nalazila pod Carigradskom Patrijaršijom, koja je pokušala ukinuti liturgiju na crkvenoslavenskom jeziku. Godine 1879. Bugari dobivaju od sultana Abdul Aziza pravo na nezavisnu Patrijaršiju. To Carigrad nije prihvatio, a 1882. Bugarsku Crkvu proglašava raskolničkom. Ta nesloga prestaje 1945. godine kada Carigrad daje autokefalnost Bugarskoj Crkvi priznavši za egzarha mitropolita Stefana. Tek 1959. godine, poslije 560 godina, ponovo je uspostavljena Bugarska Patrijaršija izborom patrijarha Kirila (+1971). Bugarska Patrijaršija prešla je na novi, gregorijanski kalendar, dok u bogoslužju čuva stari crkvenoslavenski jezik, sjedište joj je u Sofiji.

## Autonomne mjesne Crkve
Autonomne su mjesne Crkve one koje su jurisdikcijski ovisne o pojedineoj patrijaršiji. To su: ciparska, grčka, albanska, poljska, finska, čehoslovačka...

## Rasprostranjenost
Pravoslavlje je prevladavajuća vjeroispovijest u većem dijelu istočne Europe gdje prevladava u brojnim slavenskim državama: Rusiji, Ukrajini i Bjelorusiji, u Srbiji, Crnoj Gori, Rumunjskoj, Moldaviji i Grčkoj. Ruska pravoslavna crkva najbrojnija je među s otprilike 100 milijuna vjernika (80 % stanovništva). Sljedi Rumunjska pravoslavna Crkva, s oko 20 milijuna (97 %), zatim Grčka pravoslavna crkva s devet milijuna (98 %), a Srpska pravoslavna crkva je četvrta - ima oko osam milijuna vjernika (u zemlji i dijaspori), oko 85 % stanovništva Srbije. Peta je Bugarska pravoslavna crkva, u kojoj se kao pravoslavno izjašnjava oko šest milijuna stanovnika (83 % svih žitelja Bugarske).
Pravoslavne crkve na Cipru, Albaniji, Poljskoj i Češkoj i Slovačkoj zajedno imaju oko milijun vjernika, dok ih je u Gruziji, jednoj od najstarijih pravoslavnih crkava, oko dva milijuna - čak 89 posto stanovnika te zemlje. U Finskoj ima oko 70 000 pravoslavaca, a u Japanu 40 000. Također, diljem svijeta, posebice u srednjoj i zapadnoj Europi te Sjevernoj i Južnoj Americi, postoji pravoslavna dijaspora s nekoliko milijuna vjernika.

## Vanjske poveznice
- OrthodoxWiki
- Orthodox Dictionary  Arhivirana inačica izvorne stranice od 18. listopada 2018. (Wayback Machine)
- Orthodox books – Velike povjesne kršćanske ikone na skete.com
- An Orthodox View of Salvation
- IV Pre-Conciliar Pan-Orthodox Conference
- Orthodox Icons and Paintings  Arhivirana inačica izvorne stranice od 31. srpnja 2016. (Wayback Machine)
- Prologue from Ohrid – (Saints of the Orthodox Church Calendar)
- A repository with scientific papers on various aspects of the Byzantine Orthodox Church in English and in German
- IOCC: Gaza’s Orthodox Community Struggles to Endure  Arhivirana inačica izvorne stranice od 29. travnja 2016. (Wayback Machine)